# Маслув (гмина)
Маслув (пол. Masłów) — сельская гмина (волость) в Польше, входит как административная единица в Келецкий повет, Свентокшиское воеводство. Население — 9595 человек (на 2006 год).

## Демография
| Перепись                       | Всего   | Всего | Женщины | Женщины | Мужчины | Мужчины |
| ------------------------------ | ------- | ----- | ------- | ------- | ------- | ------- |
| Единицы                        | человек | %     | человек | %       | человек | %       |
| Население                      | 9442    | 100   | 4672    | 49,5    | 4770    | 50,5    |
| Плотность населения (чел./км²) | 109,4   | 109,4 | 54,2    | 54,2    | 55,3    | 55,3    |

## Известные уроженцы
- Пшиборовский, Валери (1845—1913) — польский писатель и историк.

## Соседние гмины
1. Гмина Бодзентын
2. Гмина Гурно
3. Кельце
4. Гмина Лончна
5. Гмина Медзяна-Гура
6. Гмина Загнаньск